# Ritidofilum
Ritidofilum (lat. Rhytidophyllum), biljni rod iz porodice gesnerijevki s dvadesetak vrsta grmova gotovo svi endemični (ograničeni) na Karibe, iznimka je Rhytidophyllum onacaense iz sjeverne Kolumbije Dio je podtribusa Gesneriinae.

## Etimologija
Ime roda dolazi od grčkog ρυτις, ρυτιδος, rhytis, rhytidos = bora; i φυλλον, phyllon = list; aludirajući na naborano i mjehurasto lišće.

## Opis
Rhytidophyllum vrste su uglavnom grmovi između 1 i 2 m visine;  među njima ima i litofita (one rastu na stijenama) manje su (manje od 60 cm). Rhytidophyllumi rastu u obilnim populacijama uz ceste na punom suncu. Stabljike su čvrste i uspravne. Listovi su prekriveni ljepljivim dlačicama. Cvjetovi su zvonasti, kestenjasti, žuti i crveni. Crveni cvijet javlja se kod 4 vrste R. earlei, R. lomense, R. onacaense i R. rupincola  Chromosome number: 2n = 28.

## Vrste
1. Rhytidophyllum acunae C. V. Morton
2. Rhytidophyllum asperum Alain
3. Rhytidophyllum auriculatum Hook.
4. Rhytidophyllum berteroanum Mart.
5. Rhytidophyllum bullatum (Urb. & Ekman) L. E. Skog & Z. R. Xu ined.
6. Rhytidophyllum caribaeum Urb.
7. Rhytidophyllum coccineum Urb.
8. Rhytidophyllum crenulatum DC.
9. Rhytidophyllum cumanense (Hanst.) L. E. Skog
10. Rhytidophyllum daisyanum Jiménez Rodr. & Zanoni
11. Rhytidophyllum earlei (Urb. & Britton) C. V. Morton
12. Rhytidophyllum exsertum Griseb.
13. Rhytidophyllum grande (Sw.) Mart.
14. Rhytidophyllum grandiflorum Z. R. Xu & L. E. Skog ex Zanoni & Jiménez Rodr.
15. Rhytidophyllum lanatum Urb. & Ekman
16. Rhytidophyllum leucomallon Hanst.
17. Rhytidophyllum lomense (Urb.) C. V. Morton
18. Rhytidophyllum minus Urb.
19. Rhytidophyllum onacaense (Rusby) L. E. Skog
20. Rhytidophyllum petiolare DC.
21. Rhytidophyllum rhodocalyx Urb.
22. Rhytidophyllum rupincola (Urb.) C. V. Morton
23. Rhytidophyllum tomentosum (L.) Mart.
24. Rhytidophyllum vernicosum Urb. & Ekman
25. Rhytidophyllum wrightianum Griseb.
26. Rhytidophyllum × mogoticola Borhidi & O. Muñiz